# Axel Malmström

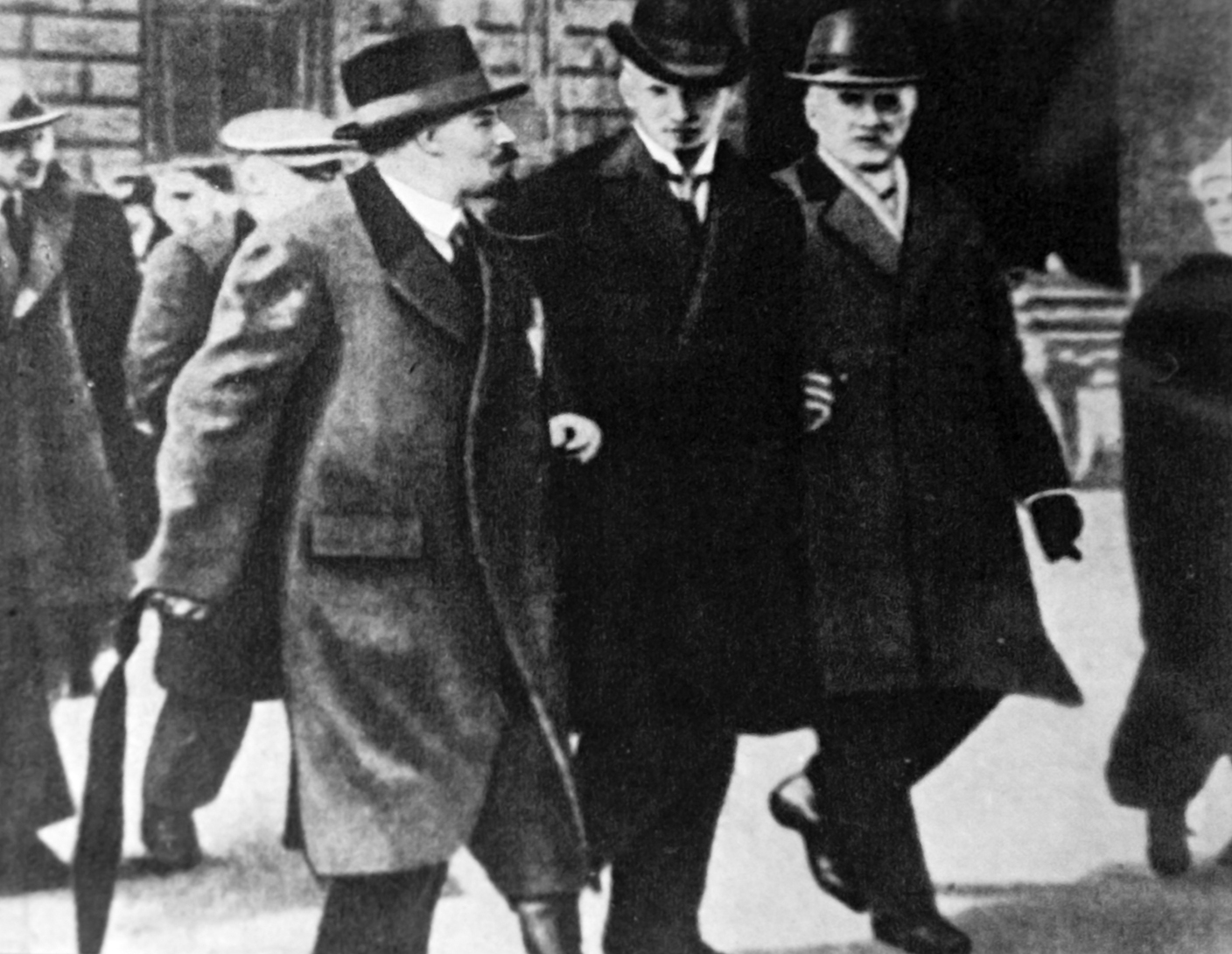
Lenin se svými švédskými příznivci ve Stockholmu před nádražím, „senzační snímek“, 1917

Axel Valentin Malmström (13. ledna 1872 Linköping – 7. července 1945 Stockholm) byl švédský novinářský fotograf. Také jeho syn Victor Malmström a vnuk Åke byli fotožurnalisté.

## Život a dílo
Malmström se do Stockholmu přistěhoval v roce 1894. Pracoval jako typograf a fotografii provozoval jen jako své hobby. Po smrti jeho manželky a dcery po úrazu na plachetnici v roce 1901 změnil kariéru a stal se profesionálním fotografem. Právě tato nehoda při plachtění dala vzniknout jeho spolupráci s ilustrovaným magazínem Hvar 8 dag.
Malmström byl autodidakt a jeho fotografie každodenních výjevů ze Stockholmu, jejich spontánnost a jednoduchost, jsou dnes důležitým historickým dokumentem, zejména z období chudoby Stockholmu během 2. světové války a po ní. V těchto obrazech ukazuje také demonstrace, výtržnosti a sociální nepokoje ve městě. V roce 1912 jako jeden ze tří oficiálních fotografů dokumentoval Olympijské hry ve Stockholmu. Převážná část jeho tvorby jsou motivy, jako jsou slavnostní okamžiky, předávání cen, portréty slavných lidí, pohřby, výstavy a další akce, stejně jako požáry, dopravní nehody a další méně dramatické pouliční scény.
V roce 1902 založil ve Stockholmu vlastní studio, které provozoval až do roku 1930. Jeden březnový večer v roce 1905, pořídil dokumentární fotografii tramvaje, která se převrátila ve svahu u zámku. Jedná se pravděpodobně o první fotografii s bleskem ve Švédsku, která byla pořízená venku. Malmström se stal po roce 1910 prvním novinářským fotografem pro noviny sociálních demokratů, který pořídil senzační fotografii Lenina na stockholmském nádraží dne 13. dubna 1917 s manželkou Naděždou Krupskou a jejich švédskými sympatizanty jako byli Ture Nerman, Carl Lindhagen a Kata Dalström.
V lednu 1925 zachytil okamžik prvního uvedení dopravní signalizace do provozu na křižovatce stockholmských ulic Vasagatan / Kungsgatan. Známá je také fotografie, jak stojí na štaflích společně se svým synem Victorem, který mu stíní objektiv kloboukem místo sluneční clony. Victor Malmström v letech 1910–1920 působil jako stálý asistent svého otce a souhlasil s jeho ideály. Je proto obtížné odlišit od sebe jejich práce.

## Galerie

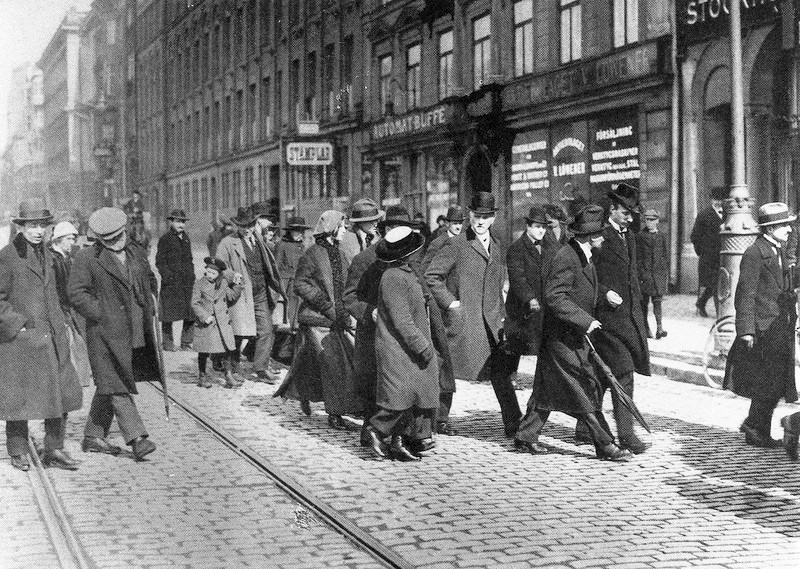
Lenin ve Stockholmu, 1917
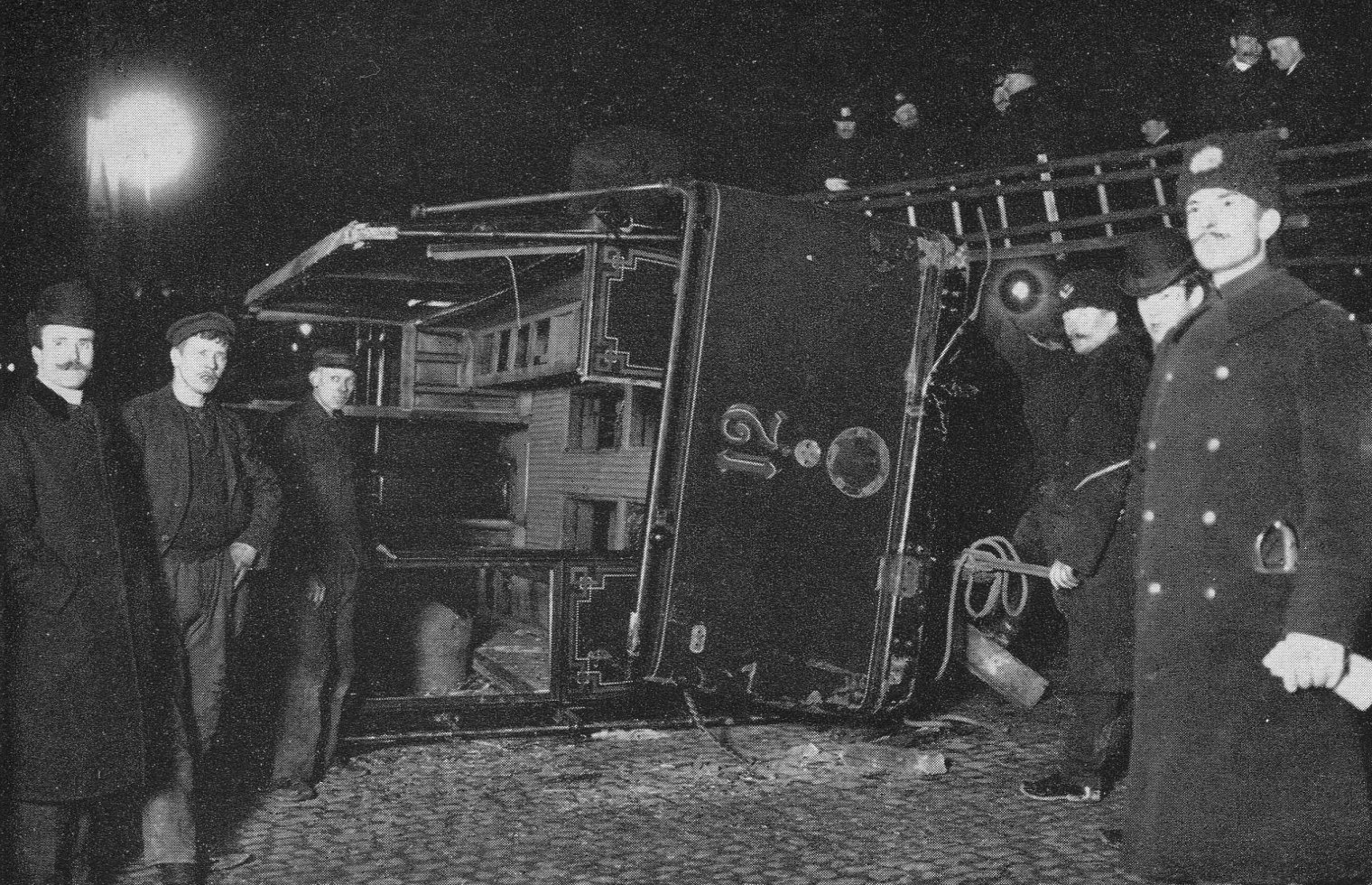
Malmströmova fotografie nehody tramvaje, pravděpodobně první venkovní fotografie s bleskem ve Švédsku, Slussen, 1905
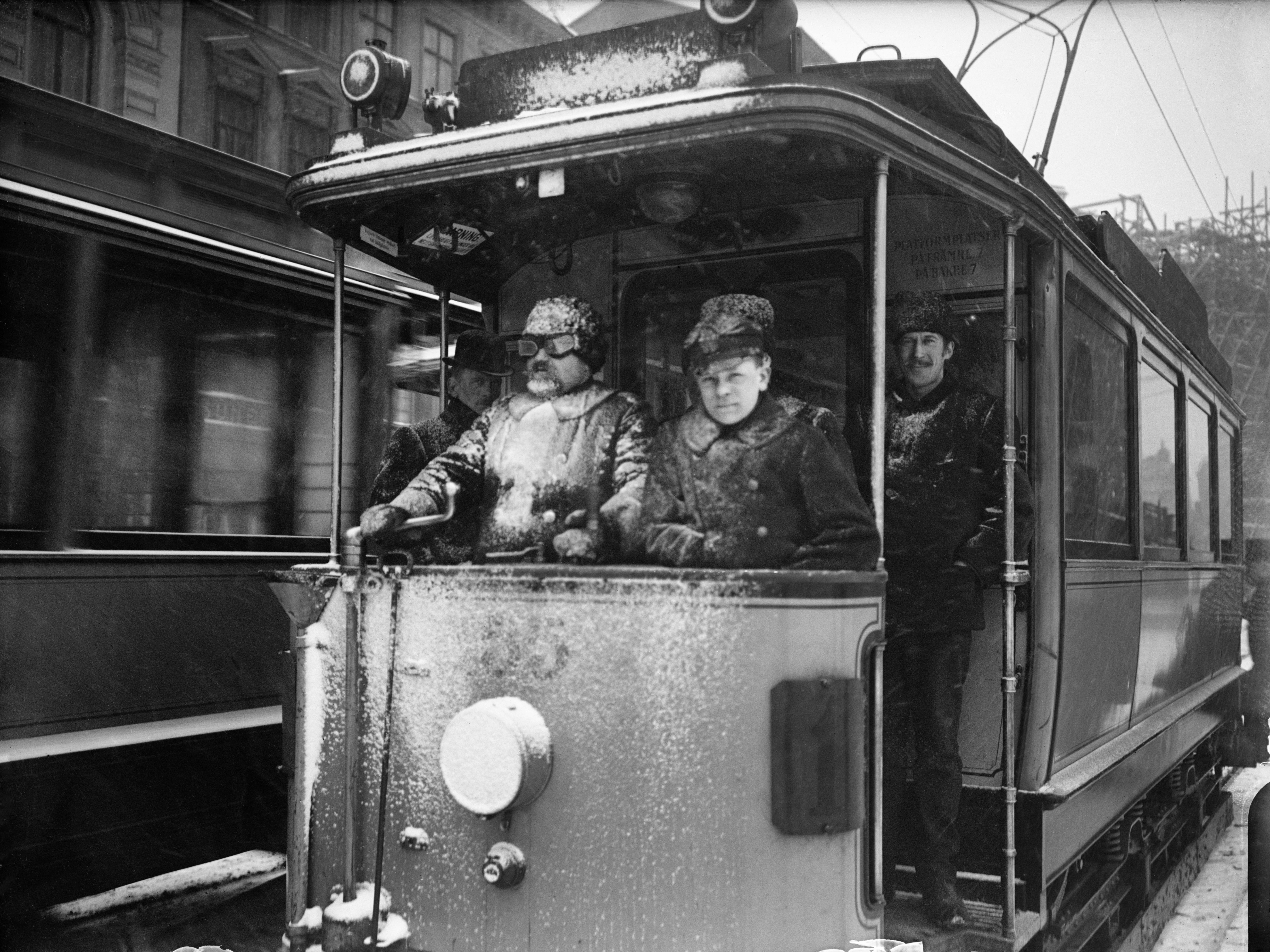
Zimní obsluha tramvaje, Spårvagn, Stockholm, 1908
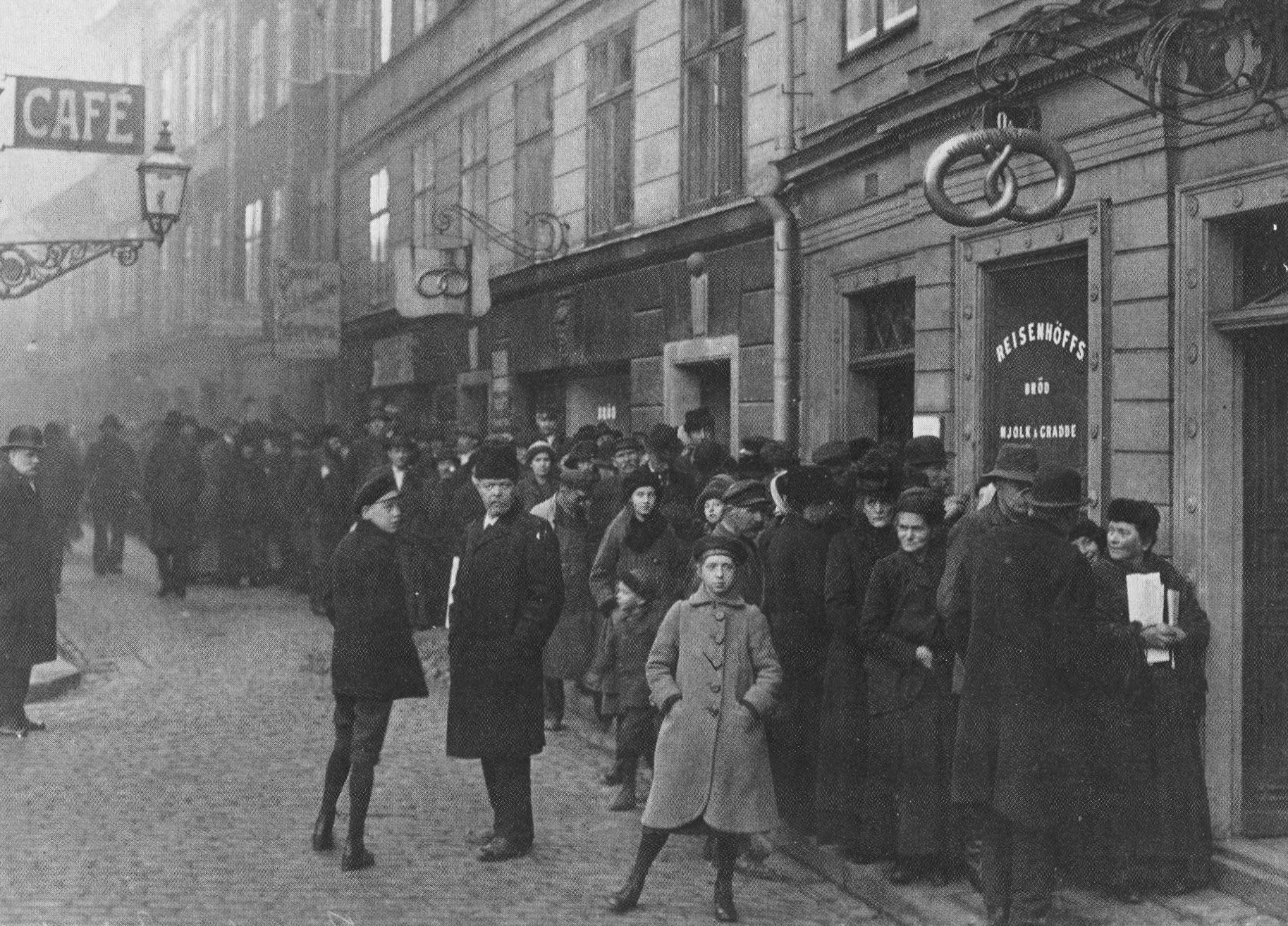
Fronta na Stortorget, Stockholm, 1917
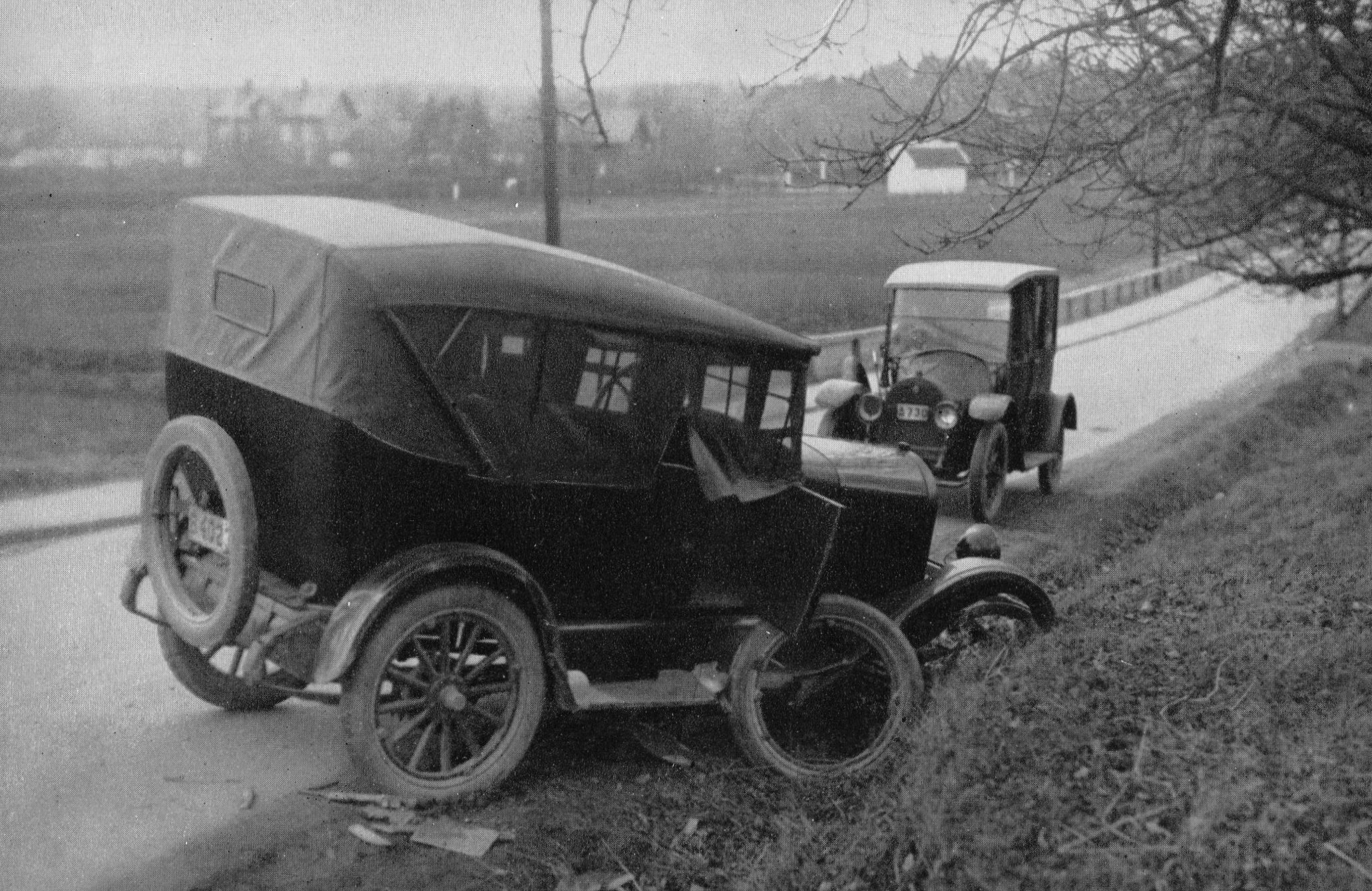
Dopravní nehoda, Frescati, 1924
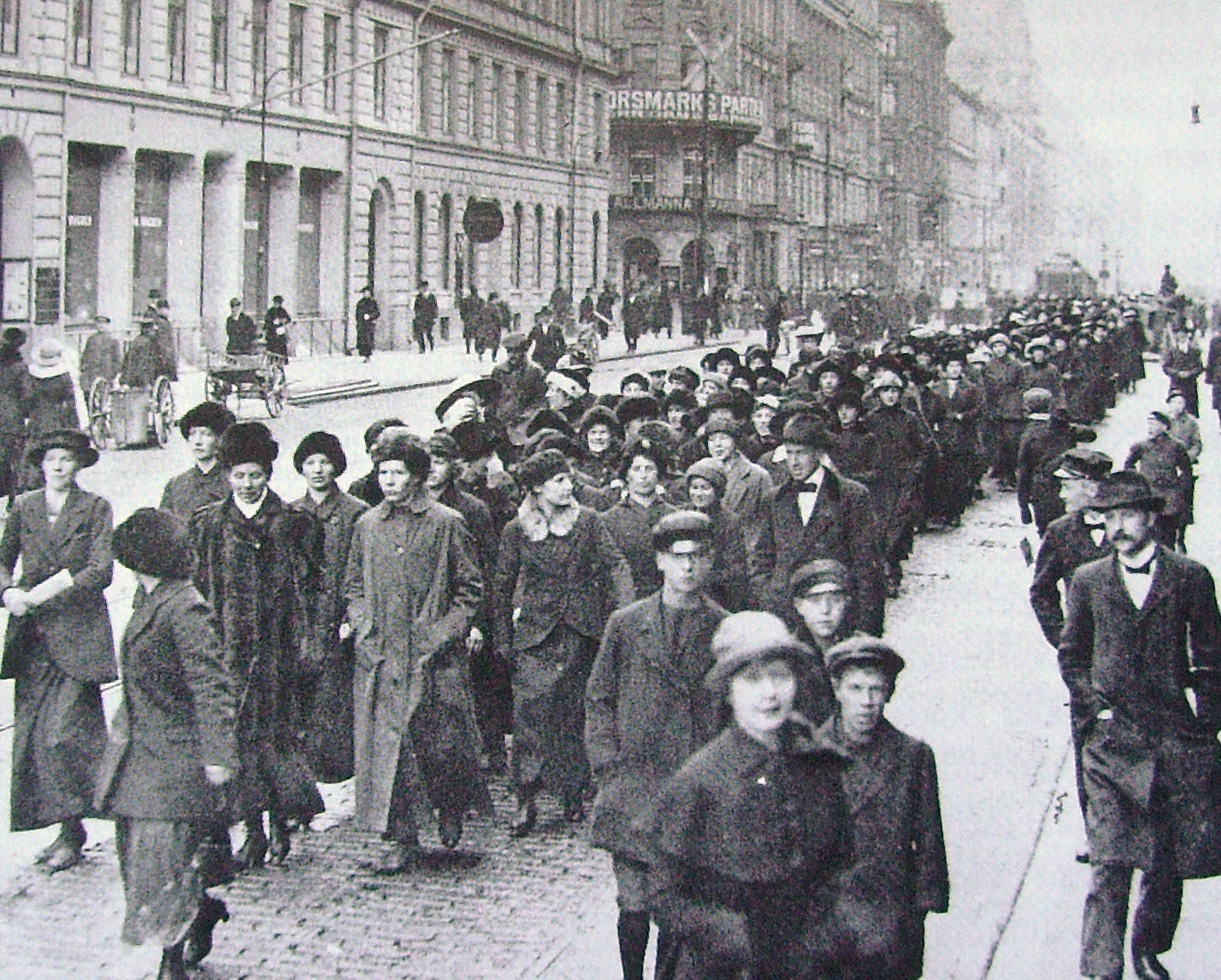
Protestující matky, Stockholm, 27. dubna 1917
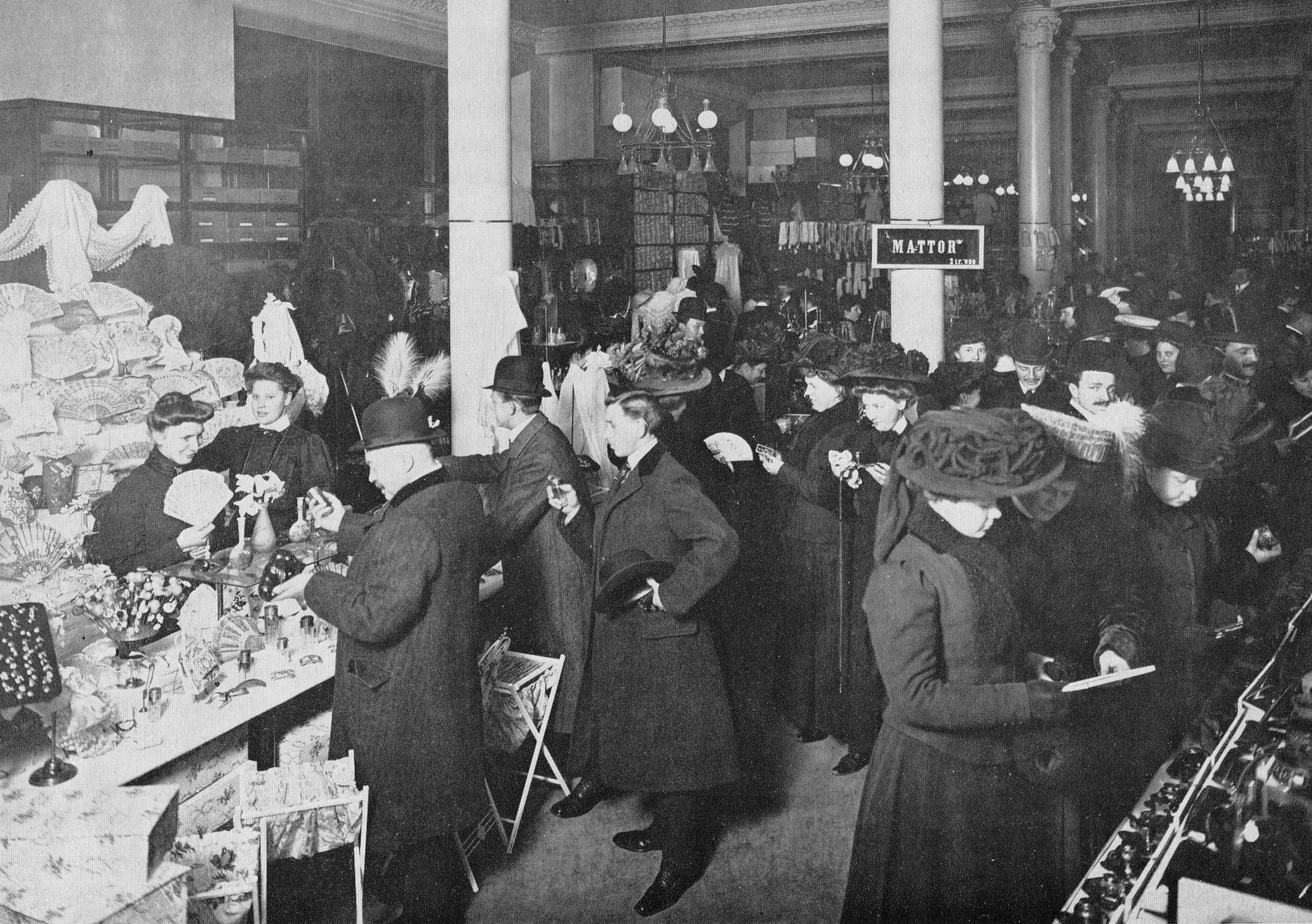
Prodej v obchodech KM Lundbergs, 1909
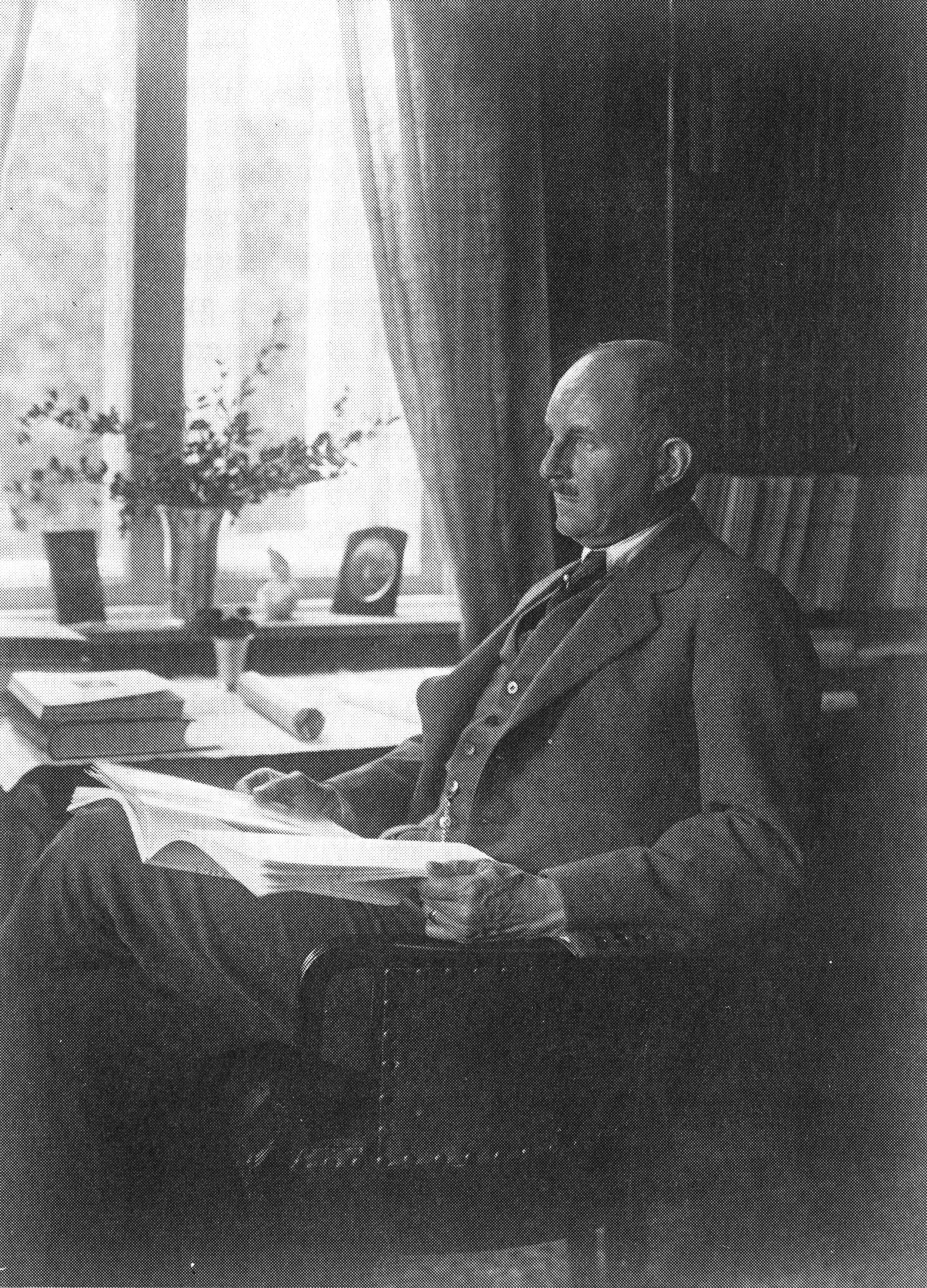
Carl Grimberg
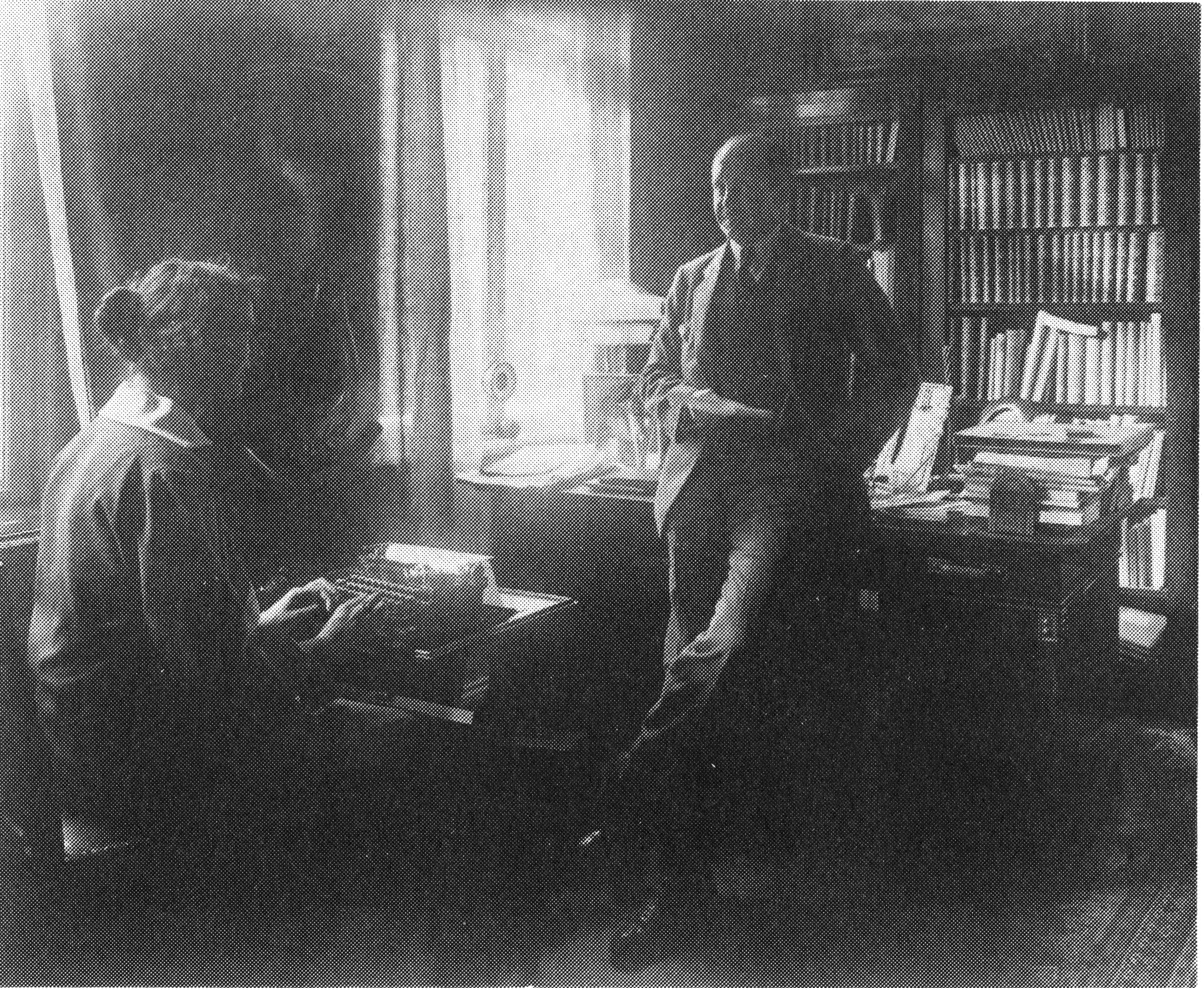
Carl Grimberg diktuje Evě Skriverové
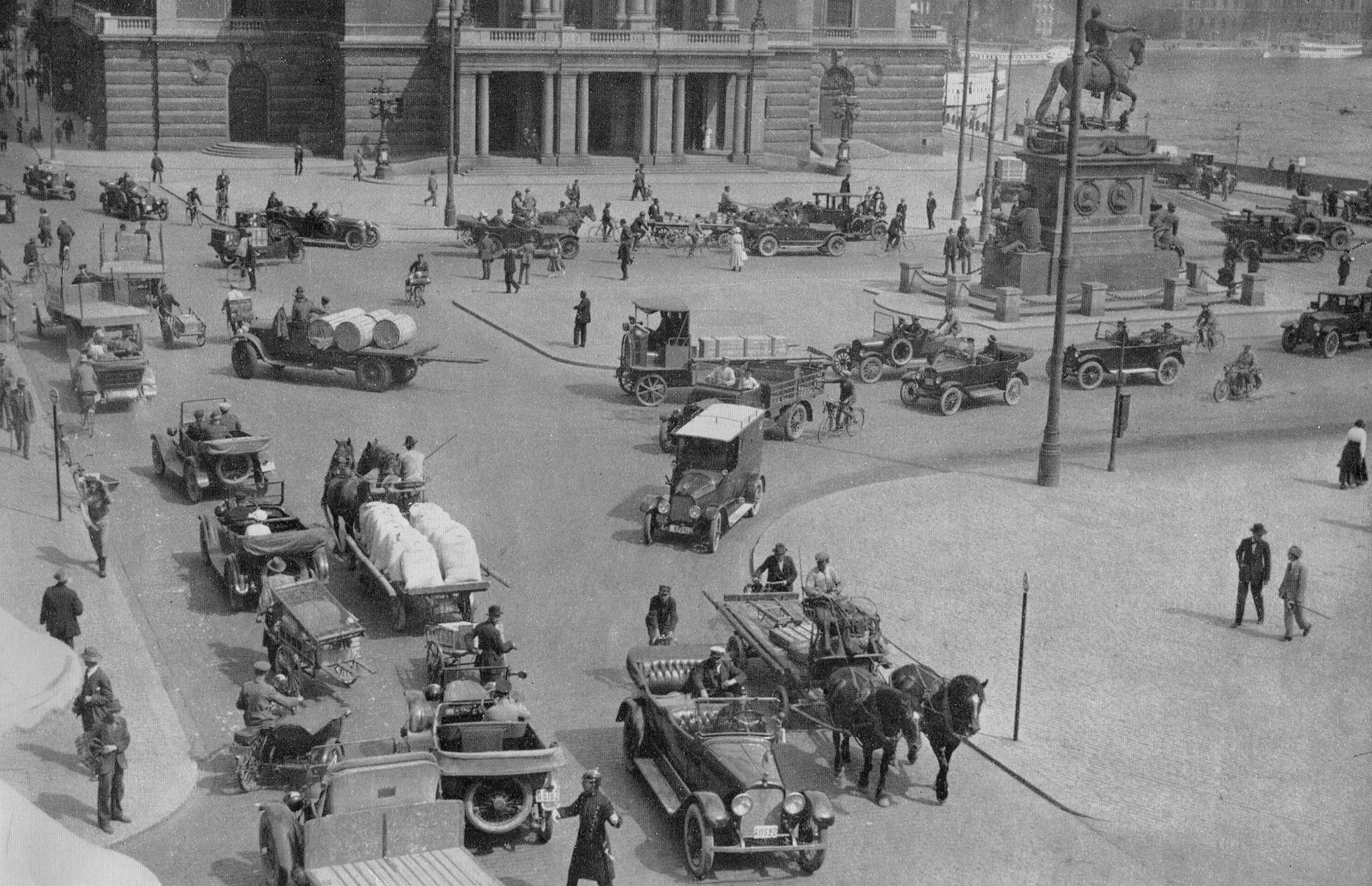
Náměstí Gustav Adolfs torg, Stockholm, 1922
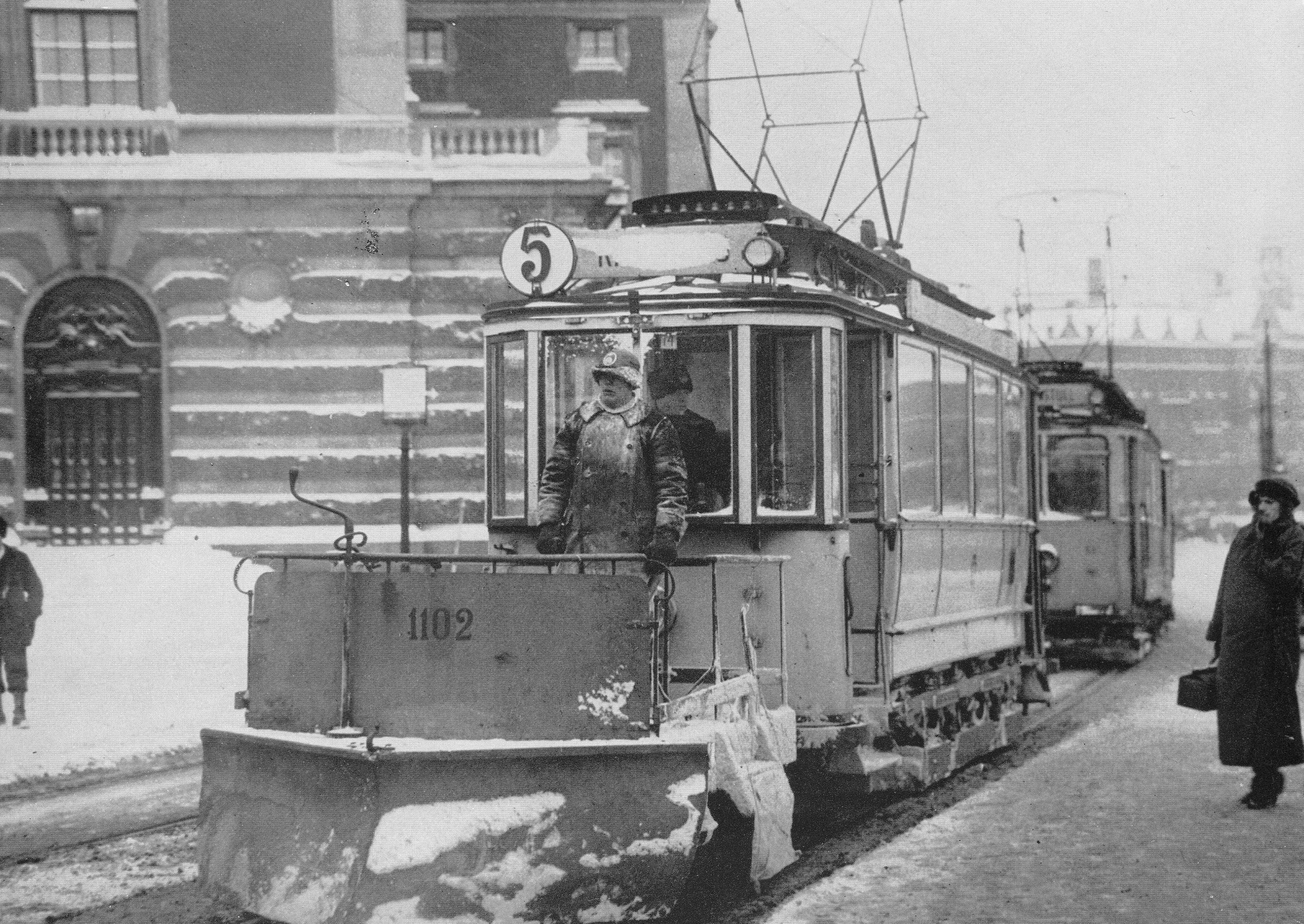
Náměstí Gustav Adolfs torg, Stockholm, 1924
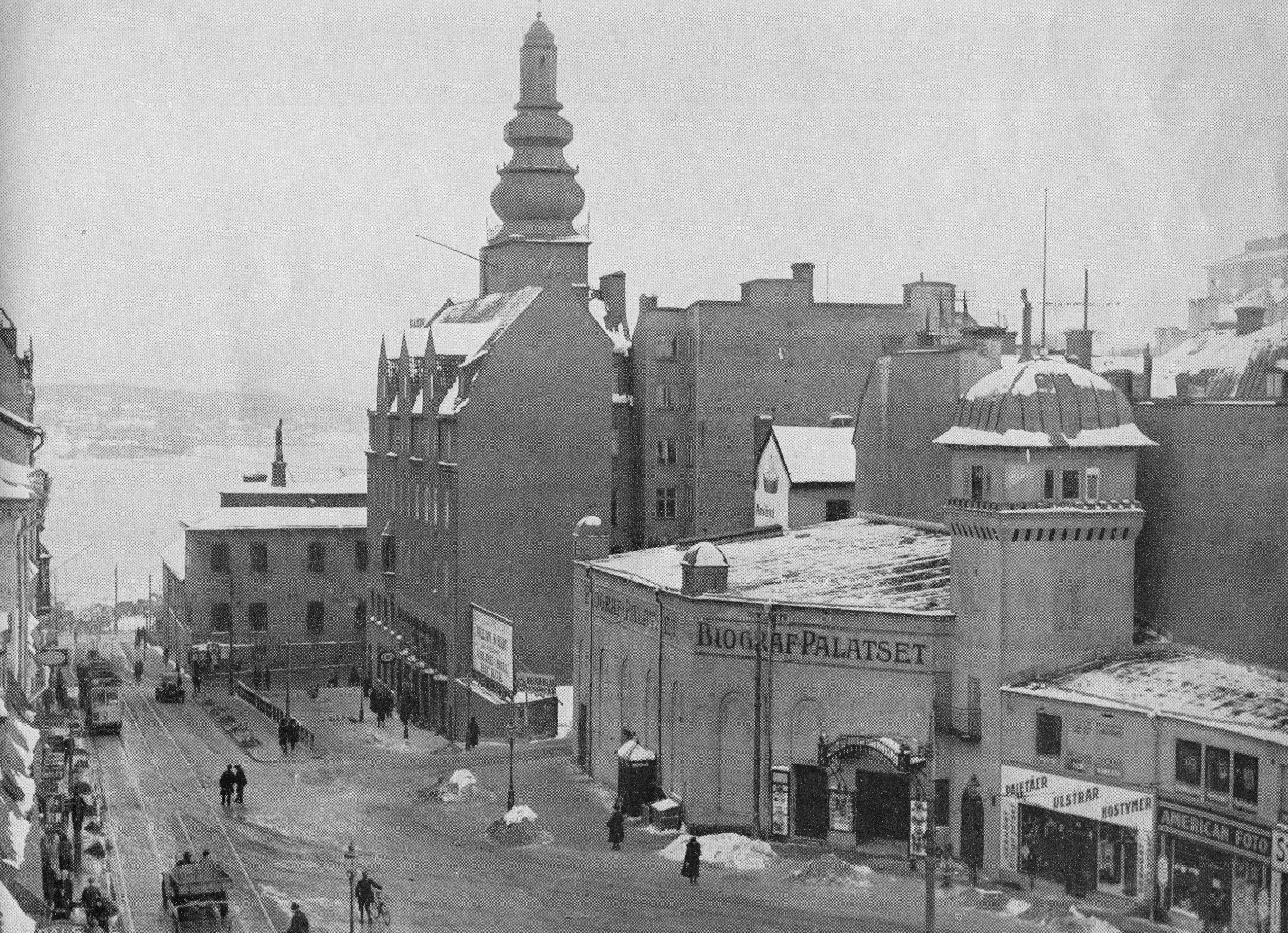
Biograf Palatset, America Foto, 1920–1930
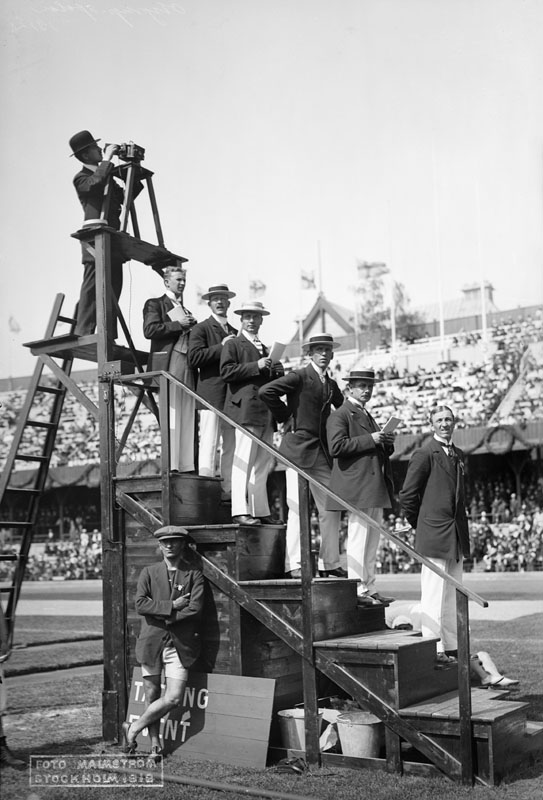
Olympijské hry ve Stockholmu, časoměřiči a fotograf, 1912
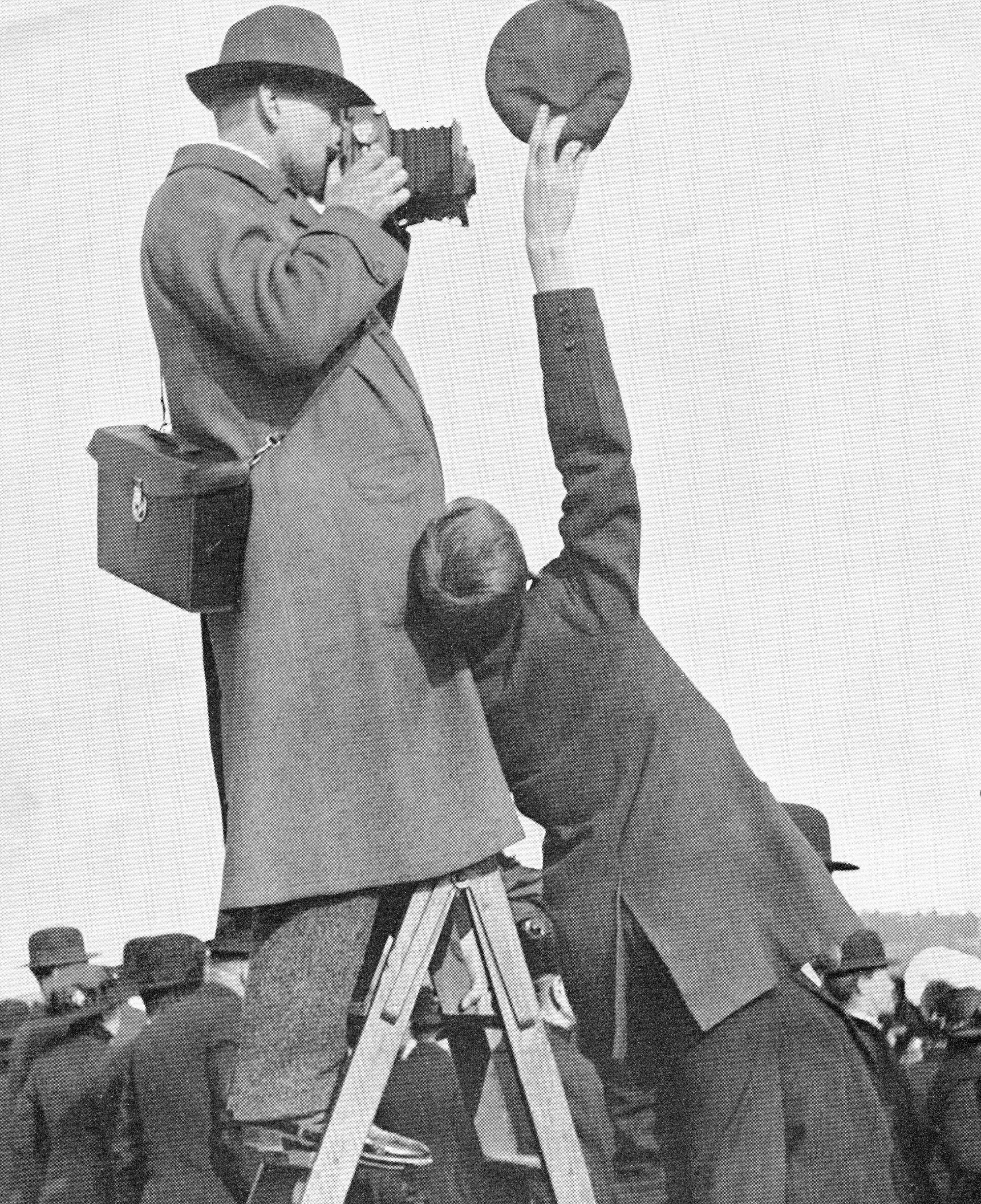
Axel Malmström na štaflích se svým synem Victorem, který mu kloboukem zastiňuje objektiv, demonstrace 1. května 1915